# Empfangsgebäude des ehemaligen Bahnhofs in Gronau

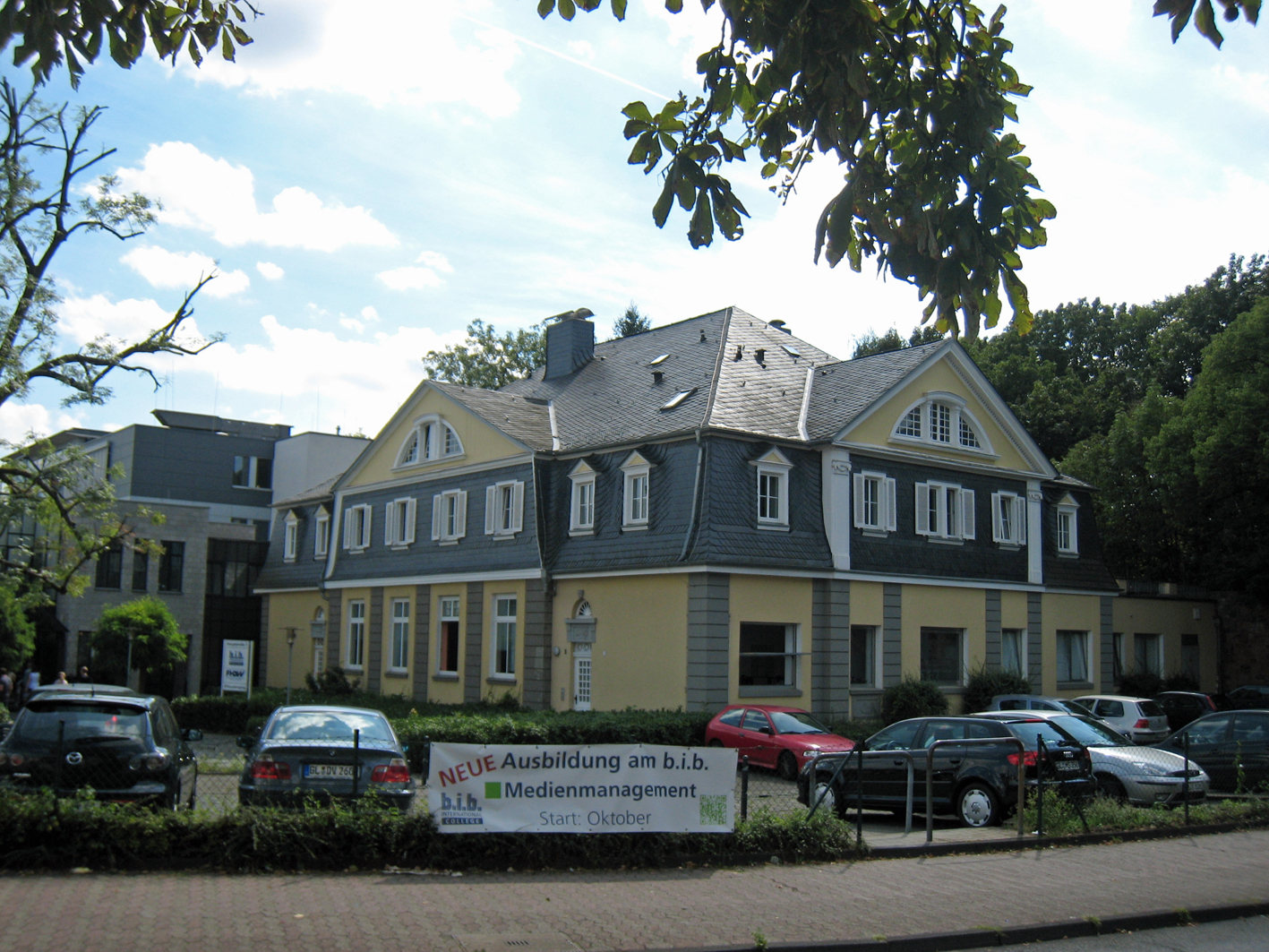
Empfangsgebäude des alten Bahnhofs Gronau

Das Empfangsgebäude des ehemaligen Bahnhofs in Gronau ist heute Verwaltungsgebäude des b.i.b. International College und der Fachhochschule der Wirtschaft im Stadtteil Stadtmitte von Bergisch Gladbach.

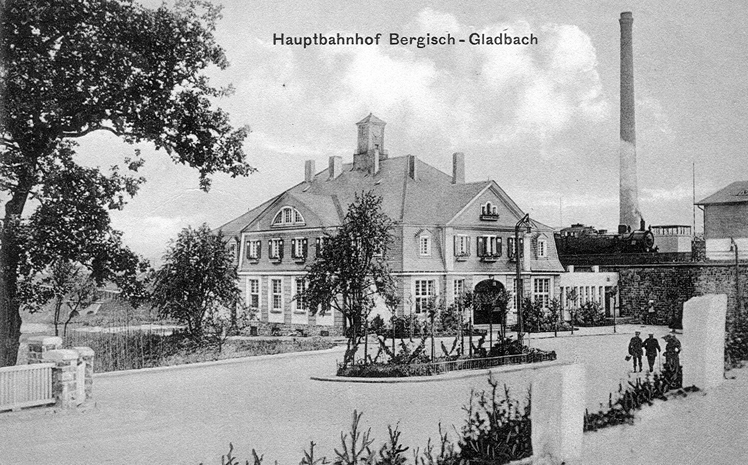
Ehemaliger Hauptbahnhof von Bergisch Gladbach 1912

## Geschichte

### Der Gronauer (Haupt-)Bahnhof
Die Eisenbahndirektion verfügte im Jahre 1906, dass in Gronau ein neuer Bahnhof und an der Buchholzstraße ein Stellwerk zu bauen seien, da es sich bei dem Bahnhof in der Stadtmitte von Bergisch Gladbach um einen Kopfbahnhof handelte. Dadurch mussten die Züge auf der Bahnstrecke Köln-Mülheim–Lindlar zuerst in diesen Kopfbahnhof einfahren, um nach entsprechender Weichenstellung und Umsetzen der Lokomotive in die andere Richtung weiterfahren zu können.
Nach Fertigstellung des Bahnhofs in Gronau und der entsprechenden Gleisanlagen rollte die Eisenbahn ab 4. Januar 1912 über die neue Strecke.
Von jetzt an war der neue Bahnhof in Gronau auch Personenbahnhof von Bergisch Gladbach. Zur Unterscheidung vom alten Bahnhof und später auch dem Haltepunkt Duckterath, der ebenfalls in Gronau lag, nannte man ihn auch Hauptbahnhof. Dazu heißt es in dem Buch Die Sülztalbahn:

„Die Bergisch Gladbacher Volkszeitung schwärmte in einem Artikel vom 4. Januar 1912 von den künstlerisch gestalteten Innenräumen und dem ansprechend gestalteten Gebäude samt Vorplatz. Zudem lag der Bahnsteig dahinter um einiges höher als das Empfangsgebäude selbst. Gronau war knapp 40 Jahre lang Bergisch Gladbachs offizieller Hauptbahnhof.“

Der Begriff Hauptbahnhof war aber nie Bestandteil der amtlichen Bahnhofsbezeichnung; diese lautete „Bergisch Gladbach“. Er hatte Wartesäle für erste, zweite und dritte Klasse, einen Fahrkartenschalter und eine Gepäckannahme. Die Bahnhofsgaststätte diente auch als Treffpunkt. Sie wurde noch bis Ende der 1960er Jahre betrieben, nachdem das Gebäude als Bahnhof bereits 1965 geschlossen worden war.

### Fachhochschule der Wirtschaft
Der alte Bergisch Gladbacher Personenbahnhof wurde zunächst an eine Werkzeugmaschinenfabrik verkauft. Nach verschiedenen Zwischennutzungen zog hier 1981 das bib (damals Bildungszentrum für informationsverarbeitende Berufe) mit Hauptsitz in Paderborn ein, (heutiger Name: b.i.b. International College). In den folgenden Jahren wurden Zug um Zug weitere Gebäude um das ehemalige Bahnhofsgebäude herum errichtet, darunter auch ein Wohnheim. Seit 1996 ist hier des Weiteren die Fachhochschule der Wirtschaft (FHDW) mit einer Zweigniederlassung vertreten.

### Zugehörigkeit zu verschiedenen Stadtteilen
Mit Wirkung vom 1. Januar 1975 wurde die Zugehörigkeit zum Stadtteil Gronau aufgehoben. Seit dieser Zeit stehen das ehemalige Empfangsgebäude des Bahnhofs und die weiteren östlich des Bahndamms errichteten Schulgebäude im Stadtteil Stadtmitte. Alle Schulgebäude, die westlich des Bahndamms errichtet wurden, gehören allerdings nach wie vor zum Stadtteil Gronau.

## Baudenkmal
Das Gebäude wurde am 18. Oktober 1983 als Baudenkmal unter Nr. 55 in die Liste der Baudenkmäler in Bergisch Gladbach eingetragen.